# Chiesa di San Francesco (Montelupone)
La Chiesa di San Francesco, situata nella parte più alta del paese, è un edificio religioso di Montelupone.

## Storia

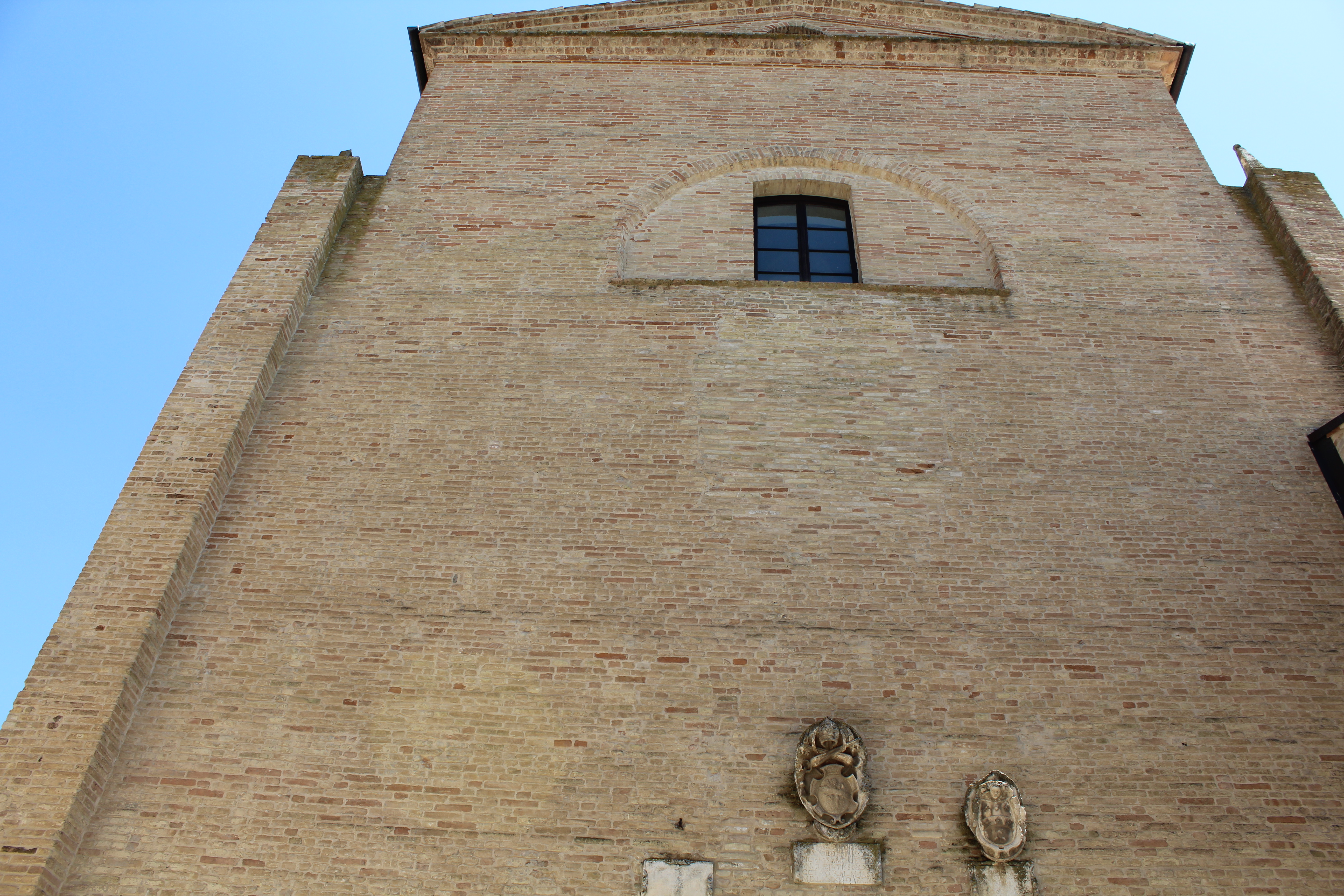
Facciata della Chiesa di San Francesco (Montelupone)

I lavori per la costruzione della Chiesa e anche del Convento a lui dedicati sono iniziati nel 1251, come testimonia la Bolla con cui Innocenzo IV concedeva 40 giorni di indulgenza ai benefattori che avrebbero contribuito all'edificazione della Chiesa. Venne consacrata il primo maggio 1397 dal Vescovo di Umana, Antonio da Fabriano, e dal Vescovo di Nicopoli, Giovanni Cecchi da Offida. 

Nel corso del tempo, subì varie trasformazioni, fino a quando, nella seconda metà del XVII secolo, fu portata allo stato attuale. Infatti restano solo l'abside della Chiesa e l'arco della porta del Convento in stile gotico. Così iniziarono i lavori di rifacimento della Chiesa in stile tardo barocco, su progetto di Padre Camaldolese Giuseppe Antonio Soratini. I lavori furono assegnati a Gianbattista e Antonio Rusca che, essendo attivi anche nella Chiesa di Santa Maria della Carità di Ascoli Piceno, furono obbligati a seguire lo stesso progetto però per un prezzo più basso. La Chiesa fu inaugurata il 4 luglio 1753 da Monsignor Bacchettoni. Inoltre tra il 1768 e 1781, a causa della frana, la Chiesa subì di nuovo dei rifacimenti. 

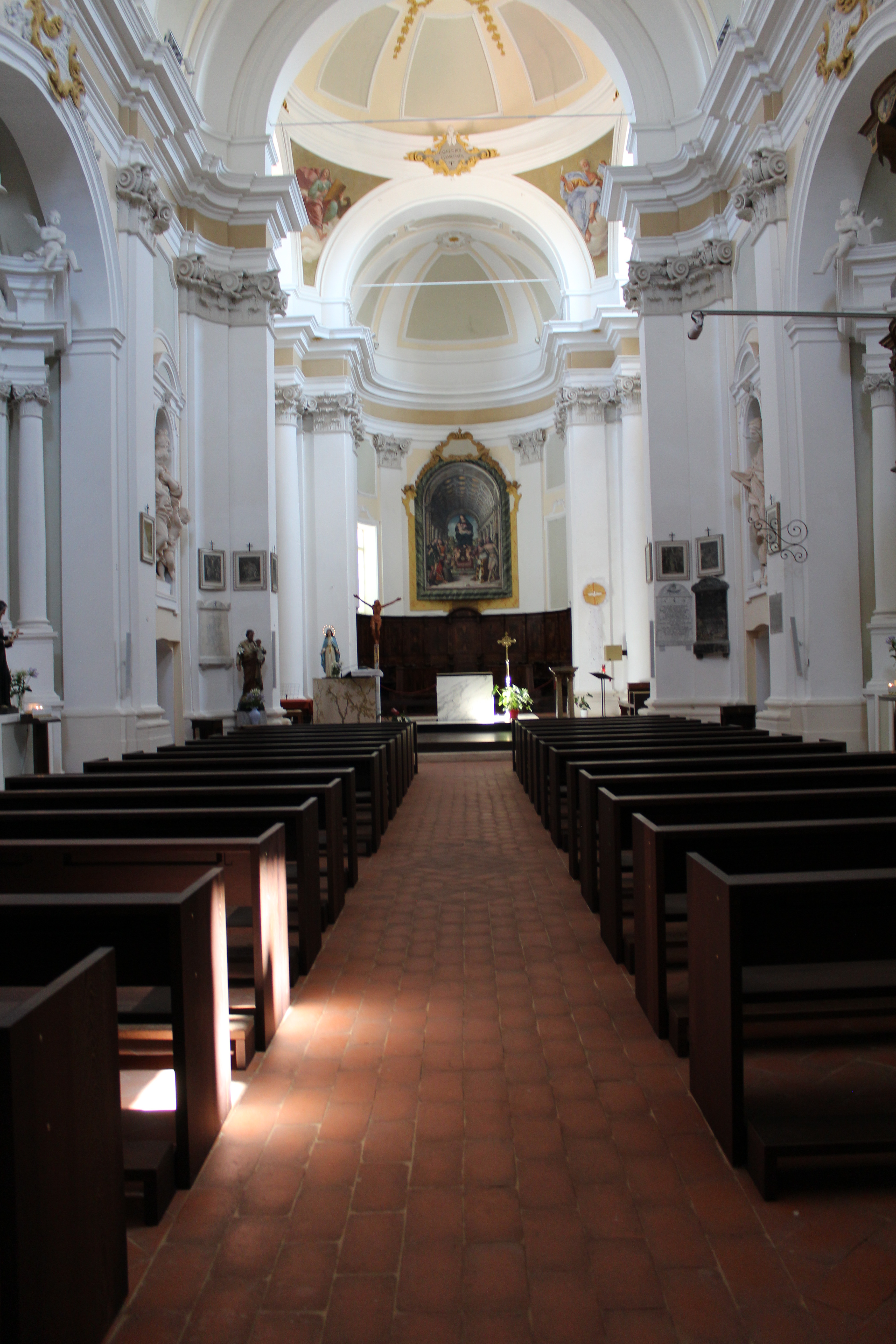
Interno, navata della Chiesa di San Francesco (Montelupone)

Il Convento venne soppresso per volere di Napoleone e del Governo italiano e in seguito venne riaperto nel 1822. Il Comune lo acquistò nel 1862 e lo adibì a scuola elementare, mentre nel 1899 venne acquistato dai Frati Minori Conventuali. La Chiesa, intorno al 1935, fu chiusa e venne impiegata come magazzino e granaio; per di più anche il Convento fu abbandonato e in gran parte demolito nel 1949. Alla fine degli anni '90, grazie all'ottenimento di finanziamenti da parte dello Stato, fu realizzato un importante intervento di restauro. Così venne finalmente riaperta al culto.

## Descrizione
L'esterno, in mattoni, è caratterizzato da un'estrema essenzialità e sobrietà tipiche dello stile romanico. Il campanile è una torre quadrangolare che spicca dalla parte posteriore della Chiesa. In aggiunta si nota al centro della facciata la porta d'ingresso e sopra sono poste tre lapidi e due stemmi; invece nella parte superiore si trova una finestra iscritta in una lunetta cieca. Mentre l'edificio adiacente era il Convento e oggi è stato adibito a oratorio.
L'interno a navata unica presenta uno stile prevalentemente tardo barocco, infatti mostra molte decorazioni e ornamenti in stucco; ha un'unica navata conclusa da un'abside e sul presbiterio si eleva la cupola. Questa Chiesa custodisce molte opere d'arte di valore inestimabile, tra le quali dipinti, statue, il coro e i confessionali.

## Opere

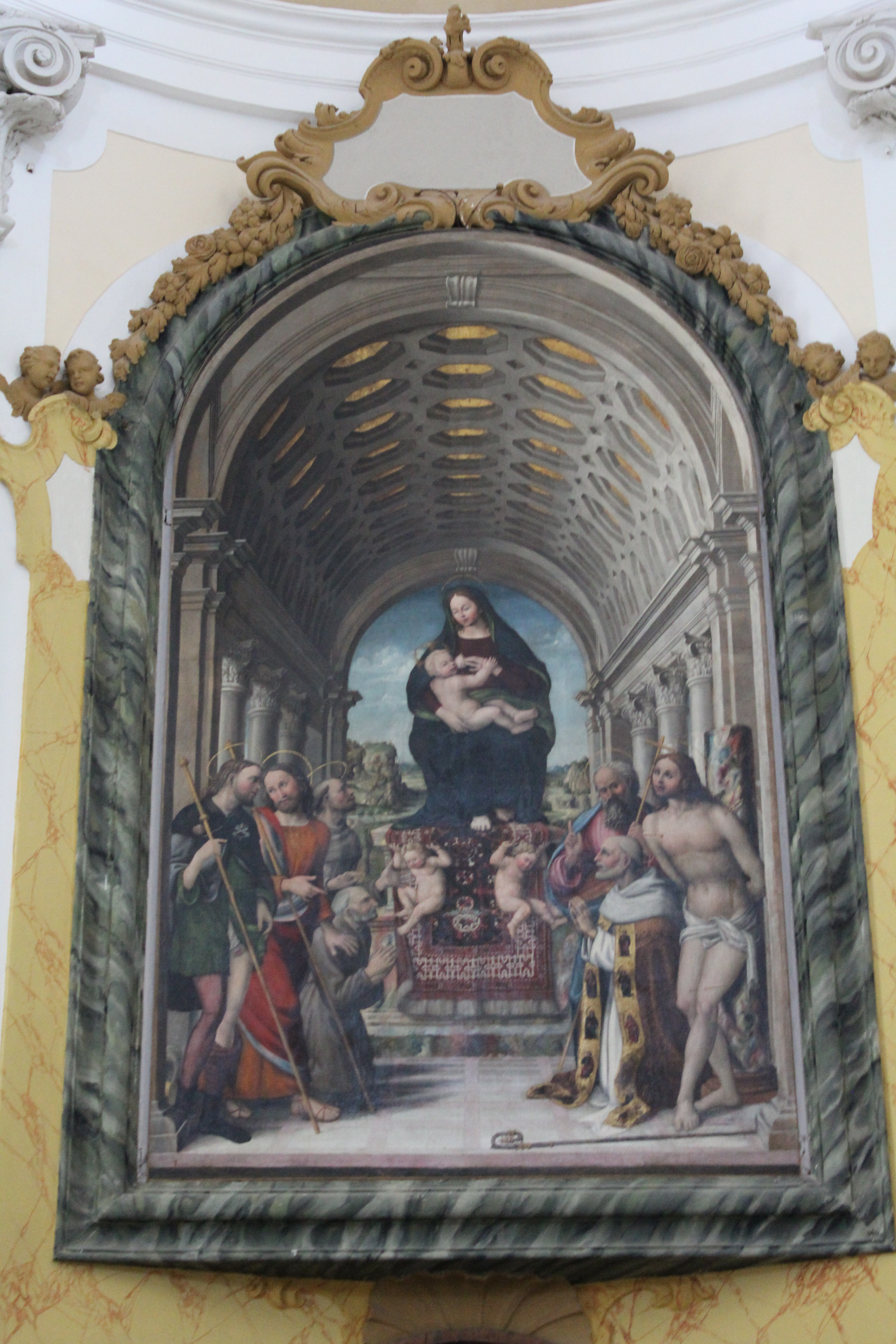
Madonna del latte, Antonio da Faenza

All'interno dell'edificio possiamo notare moltissime opere d'arte:
- I Quattro Evangelisti: sono rappresentati nei pennacchi della cupola e sono stati realizzati tra il 1747 e 1748; possiamo vedere San Luca che scrive tenendo aperto un libro; poi c'è San Matteo che tiene in una mano una piuma d'oca e nell'altra un libro, al suo fianco si trova un cherubino; San Marco regge un libro e ha vicino il leone (suo simbolo); infine San Giovanni ha in mano un grande libro e a fianco ha un'aquila (suo simbolo).
- San Giuseppe da Copertino: opera di Benedetto Mancini del 1754, troviamo il San Giuseppe in estasi, che si libra fuori dall'ingresso, in secondo piano si vede la Basilica di Loreto con lo stemma di Papa Sisto V sulla facciata; il quadro fu commissionato dai Frati Minori Conventuali per ricordare la beatificazione del Santo.
- Madonna Immacolata: dipinto dal pittore fiammingo Ernest Van Schayck nel 1631, egli all'inizio voleva rappresentare una "Madonna della Misericordia", cioè la Vergine raffigurata con le braccia aperte, ma poi per il fatto che la Madonna è stata dipinta sopra la mezzaluna (simbolo della sua Immacolata Concezione), Van Schayck cambiò idea; inoltre sono presenti i membri di una Confraternita e due santi (forse San Nicola e San Giacomo Maggiore).
- Gesù in gloria e i Santi: risalente al XVII secolo, in questa tela sono rappresentati Gesù, Santa Vittoria con la palma del martirio e l'uncino, San Gregorio con paramenti papali, San Bernardino che indossa un saio francescano e Santa Chiara con in mano l'ostensorio con cui scacciò i Saraceni da Assisi.
- Madonna del Rosario: del XVI secolo, questo dipinto fa riferimento alla vittoria dei Cristiani sui Turchi nella Battaglia di Lepanto del 1571, con l'aiuto della Madonna; si può notare la Vergine in trono, con in braccio il Bambino che consegna la corona regolamentare per la recita a San Domenico e Santa Caterina, in aggiunta ci sono Papa Pio V, Filippo II e la sua sposa Anna d'Austria; completano il quadro 15 Misteri del Rosario, presenti ai lati dell'opera, che guidavano i fedeli nella recita dello stesso. La disposizione delle figure è ripresa dalla "Pala Martinengo" di Lorenzo Lotto del 1516.
- Madonna del latte e i santi Rocco, Sebastiano, Giacomo Maggiore e Minore, Firmano e il committente Angelo di Marino: tavola posta nell'abside dietro l'altare maggiore, dipinta da Antonio Liberi da Faenza tra 1522 e 1526 per Angelo di Marino di ser Antonio da Montelupone, probabilmente quale ex voto per essere sfuggito alla peste. La scena è ambientata sotto la maestosa volta a botte a lacunari ottagoni sfondati, derivata da quella presente nella Scuola di Atene di Raffaello, a sua volta ripresa da quella della Basilica di Massenzio, sorretta da colonne con capitelli corinzi, ambientazione tipica del pittore che fu anche architetto. La pala mostra un rapporto con la Pala Martinengo di Lorenzo Lotto in San Bartolomeo a Bergamo, nella costruzione compositiva con due gruppi simmetrici posti ai lati della Madonna col Bambino, in alcune figure come quella di San Sebastiano, quasi una riedizione di quello del pittore veneto, nella presenza del tappeto che ricopre il trono, ma si differenzia da quel modello per l'apertura nello sfondo verso un paesaggio agreste.[1]
- San Francesco: è una tela della prima metà del XVII secolo, di scuola marchigiana, ed è stata commissionata probabilmente dalla famiglia Tommasini Barbarossa a  un pittore maceratese; sono rappresentati San Francesco e frate Elia.
- San Giorgio e il drago: è l'unico quadro giunto fino a noi, che decorava i sei altari laterali della Chiesa; esso presenta delle analogie con le opere di Filippo Ricci.
- Quattro statue in stucco collocate in quattro nicchie: la Speranza si mostra come una figura femminile con gli occhi rivolti verso l'alto, la mano sinistra sul petto e la destra appoggiata ad un'ancora, il panneggio dell'abito accompagna il movimento della figura; la Fede reca in mano un calice; la Carità tiene in braccio un bambino e l'altro si trova ai suoi piedi tra le pieghe del vestito; la Sacra Romana Chiesa è una donna che regge un libro in mano e in basso ha la tiara papale.
- il Coro e i quattro confessionali: il primo è in noce con tredici stalli ed entrambi sono opera di Giovanni Rossini di Osimo.